# Trade marketing
O trade marketing é uma parte importante na estratégia de marketing das organizações que planejam maximizar as vendas e a diferenciação dos seus produtos e serviços nos pontos-de-venda. É, consequentemente, uma disciplina de marketing que orienta o desenvolvimento das relações entre fabricantes, ou prestadores de serviços, e os canais de venda, pelo entendimento das necessidades entre marcas/produtos, pontos-de-venda e consumidores.
O trade marketing analisa os hábitos e preferências dos consumidores para o sucesso das estratégias de marketing e vendas. Define quais canais de mídias serão utilizados, que produtos desenvolvidos e que canais de comercialização para atender as preferências de consumo do público-alvo.
76% das decisões de compra são feitas no próprio ponto-de-venda. Essa nova tendência justifica o aumento da importância dada ao merchandising e às promoções nas próprias lojas, em contrapartida a estratégias destinadas diretamente ao consumidor.
O processo contínuo de fragmentação dos canais de mídias, somado a uma maior especialização dos canais de venda, num contexto no qual o consumidor está cada vez mais difícil de ser conquistado, criou um cenário de competição acirrada ao qual as empresas lutam ferozmente por participação de mercado. Nesse cenário, continua sendo fundamental desenvolver marcas fortes que estabeleçam condições de enfrentamento da concorrência, dos canais de venda pela sua comercialização e, o mais importante, o share de preferência dos seus consumidores-alvo.
O trade marketing estabelece ainda a necessidade de se adaptar produtos, logística e estratégias de marketing, de modo a conquistar o consumidor nos pontos-de-venda, com um modelo de parceria entre os fabricantes e seus canais de vendas.
Outro papel fundamental da gestão do Trade Marketing de uma marca/produto, é a capacitação da força de vendas no ponto-de-venda, preparando o varejo para que se faça uma venda mais qualificada, com conhecimento mais claro e aprofundado sobre o produto ou serviço comercializado.
O método básico do Trade Marketing é o foco nos fundamentos de venda, como Distribuição, Display, Preço e Promoção. Com o auxílio de dados e fundamentos de vendas, o Trade Marketing desenvolve estratégias de Marketing alinhadas com estratégias de marca. Com o intuito de incrementar o volume de vendas e valor, o Trade Marketing apoia a força de vendas com planos de melhoras bem alinhados.
Na era da informação, o uso de tecnologias para gestão das operações de Trade Marketing, como gestão da equipe de campo nos pontos-de-venda, controle de estoques e treinamento de promotores se torna fundamental para qualquer empresa. Existe diversas maneiras de se mensurar em tempo real a eficiência no Ponto de Venda, sendo elas com softwares, planilhas e etc.
Contexto do trade marketing
Em ambientes mercadológicos de grande competitividade ou em organizações com orientação a eficiência operacional, identificou-se a necessidade de expandir o gerenciamento da marca. Verificou-se que as estratégias e táticas de gerenciamento da marca não encontravam correspondência plena quando as atividades operacionais de logística e canais de distribuição entravam em cena.
O trade marketing parecia ser uma das possíveis soluções e nessa primeira onda de iniciativas, a contratação de agências especializadas figurou como uma das principais. Dessa forma, na década de 2000, gestão de trade marketing foi sinônimo de "headcount". Evidentemente há custos intensos na contratação de pessoas para executar as operações de trade marketing, no entanto, o principal problema encontrado, foi a inconsistência das informações geradas pelas equipes de promoção (nome dado aos promotores alocados nos PDVs pelas agências de trade marketing).
A tecnologia da informação, pode representar uma segunda onda da gestão de trade marketing, que além de propor maior eficiência e redução de custos com pessoas, também resolvia o problema da inconsistência das informações. Tais iniciativas são relativamente novas, estimuladas pelo crescimento e barateamento dos smartphones, que passaram a tornar-se ferramentas de coleta de dados, quando utilizam-se softwares de gestão de trade marketing.
O fato é que o problema da gestão de marcas, razão de ser do trade marketing, não é necessariamente uma função organizacional de natureza operacional ou de eficiência. Trata-se de função estratégica, com forte alinhamento ao modelo de negócios.
Assim, com o ambiente de negócios mundial em crise e recessão em diversos países no triênio 2012, 2013 e 2014, as discussões sobre a eficiência de softwares de gestão de trade marketing volta a tona. Para se ter uma atividade eficiente, prescinde-se de um processo eficaz, ou seja, o processo precisa ser capaz de proporcionar eficiência. 
Contratar pessoas ou softwares, pode envolver altos investimentos e grandes frustrações, se a ligação entre a estratégia, a marca e os canais não estiver construída dentro de um processo eficaz. Trata-se, portanto, de uma terceira onda, onde pessoas e tecnologias são condições necessárias, mas não suficientes. 
Todavia, o tema vem evoluindo, uma vez que os volumes de dados que os atuais sistemas de software vem coletando, acarretam enormes desafios, quanto a forma de tratá-los, o que certamente trará consigo oportunidades ainda não mapeadas, unindo o trade marketing e as técnicas de tratamento de Bigdata.